# Cataluña napoleónica

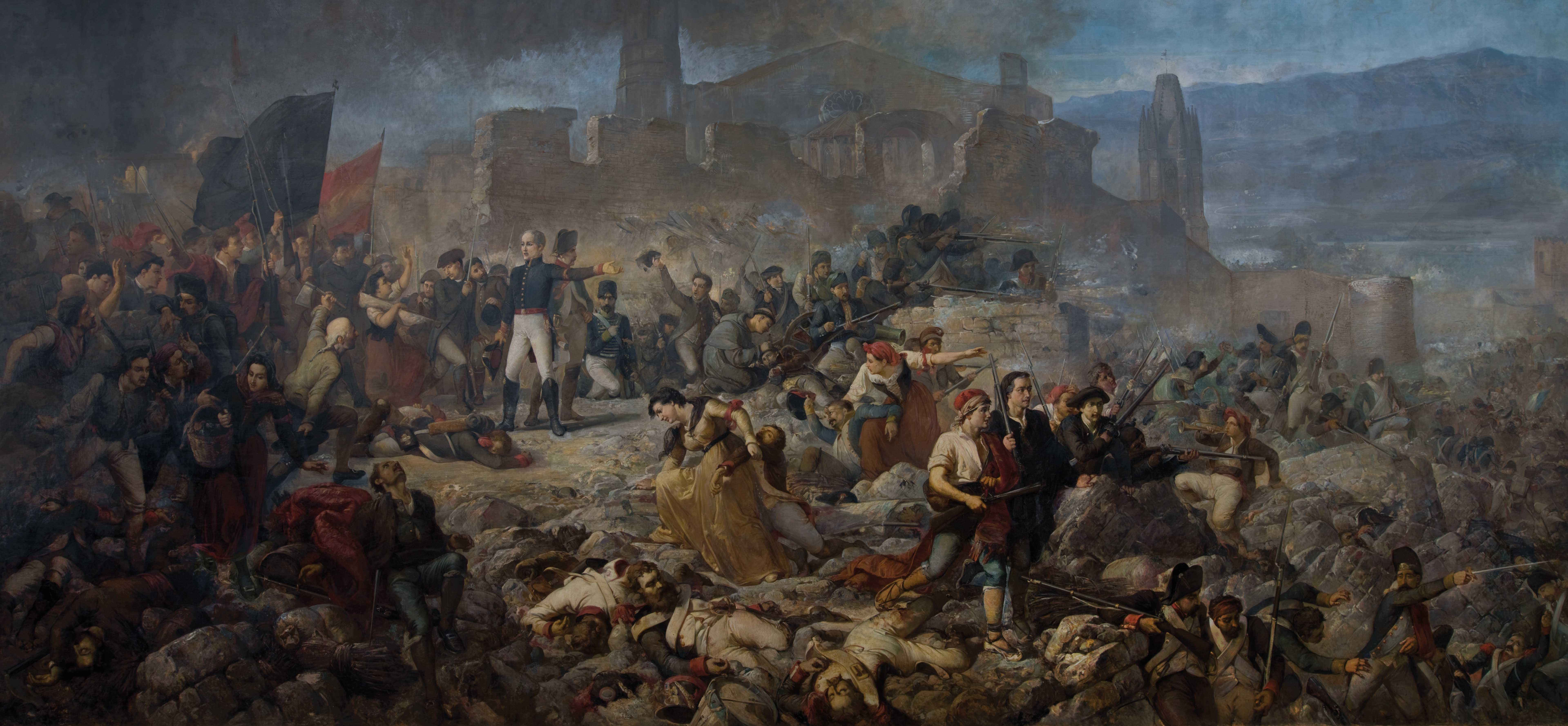
El gran día de Gerona por Ramón Martí Alsina (1863-1864). Cuadro de enormes dimensiones que representa un episodio del Sitio de Gerona en el que los defensores de la ciudad (a la izquierda) con el general Mariano Álvarez de Castro al frente (en el centro) logran hacer retroceder a las tropas francesas (a la derecha). Era el 19 de septiembre de 1809, "el gran día de Gerona". La ciudad logró resistir tres meses más hasta que capituló el 10 de diciembre.

Cataluña napoleónica se refiere al periodo de la historia de Cataluña en la que estuvo ocupada por los ejércitos del Imperio napoleónico en el contexto de la Guerra de la Independencia española (en Cataluña denominada «la Guerra del Francès») y del reinado de José I de España.
Cataluña fue la zona de la península Ibérica que más tiempo estuvo bajo la ocupación francesa, aunque «sin haberlo estado nunca del todo ―lo más frecuente era que dominaran las villas y ciudades, pero no las zonas rurales: así sucedía en Barcelona donde el control efectivo por parte de los franceses no acostumbraba a pasar de la línea del Llobregat, dejando los pueblos a la derecha del río en manos de los “patriotas”― con la consecuencia de encontrarse constantemente en pie de guerra y de sufrir mayores destrucciones que cualquier otra "provincia" de la monarquía».
Cataluña también fue el territorio peninsular español en el que mayor unanimidad se registró en contra de la ocupación. Entre las clases populares esto se debió, según Josep Fontana, a una mezcla de motivos: «el odio tradicional al francés, el malestar ante una situación de crisis ―que enlaza con la creencia de que el buen rey ausente puede retornar las cosas al estado en que estaban en un pasado más feliz―, el apoyo dado por la Iglesia, de la que hace una guerra santa, y todavía por motivaciones de ganancia o de venganza mucho más próximas e inmediatas». En una canción popular se decía: Napoleón «és un dimoni, y és menester fer-li creus; és barbut com una cabra, y pelut de cap a peus» (Napoleón ‘es un demonio, y es menester hacerle cruces; es barbudo como una cabra, y peludo de pies a cabeza’).
Josep Fontana señaló en 1988 la paradoja de que «contra lo que parecería normal, la Cataluña napoleónica ha recibido bastante más atención de los investigadores que la de los patriotas», y a ello a pesar de que «los cambios políticos y administrativos del régimen napoleónico han resultado intranscendentes: han sido reformas “de papel”, que no han podido aplicarse en un país que los franceses no ocupaban eficazmente y por no haber influido apenas en el futuro», a diferencia de «los intentos de reforma del bando "patriota" [que] han sido una de las bases de los replanteamientos formulados en España después de 1814: una fuente de experiencias y un legado de proyectos que ha fructificado en la obra del liberalismo».

## Invasión y resistencia (1808-1809)

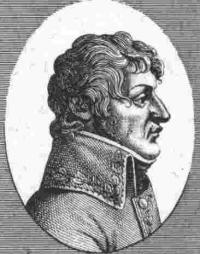
El general Guillaume Philibert Duhesme entró en Cataluña el 9 de febrero de 1808 al frente de las primeras tropas francesas que la ocuparon bajo la cobertura del Tratado de Fontainebleau firmado en noviembre de 1807 por los representantes del rey Carlos IV de España y el emperador de los franceses Napoleón Bonaparte.

Con el pretexto de impedir un desembarco inglés en Andalucía y bajo la cobertura del Tratado de Fontainebleau, un ejército imperial al mando del general Guillaume Philibert Duhesme entró en Cataluña el 9 de febrero de 1808 ―le seguirían otros tres ejércitos más―. El 13 de febrero unos 5000 hombres y 1800 caballos entraban en Barcelona, siendo bien recibidos tal como se había ordenado desde Madrid. Pero la situación comenzó a complicarse cuando dos días después entraban en la ciudad 4000 hombres más, sin que las fuerzas francesas mostraran ninguna disposición para abandonar Barcelona y dirigirse a Cádiz, tal como habían prometido sus mandos, pero sobre todo cuando el 29 de febrero los franceses ocupaban la fortaleza de la Ciudadela y el castillo de Montjuic, con la anuencia del capitán general de Cataluña José Manuel de Ezpeleta, nombrado por Carlos IV. Ya en los días anteriores se habían producido incidentes entre los barceloneses y las tropas imperiales, pero a partir de entonces se incrementaron los enfrentamientos. Como ha señalado Josep Fontana, la situación en las semanas siguientes, de marzo a junio, «fue extraña y difícil: unas tropas teóricamente aliadas, mantenidas por el Ayuntamiento, ocupaban los puntos fuertes de Barcelona, mientras el capitán general daba órdenes por tal de calmar la agitación popular contra estos visitantes que se convertían en claramente ocupantes».
Cuando se conoció el destronamiento de Fernando VII por las «Abdicaciones de Bayona» estalló la insurrección antifrancesa, como ya estaba ocurriendo en otros lugares de España. El 2 de junio se constituía en Lérida la primera autoridad «insurrecta», encabezada por el obispo y denominada Junta de Gobierno y Defensa, pero nacida de la presión popular que exigía a las autoridades que declararan si querían «seguir lo partit español, com lo mateix poble ho reclamaba» (‘seguir al partido español, como el mismo pueblo lo reclamaba’). En los días siguientes se formaron juntas similares en las principales localidades de Cataluña, constituyendo así «una especie de tejido de gobierno alternativo al de las autoridades que habían permanecido fieles a Madrid, controlado por los franceses». El proceso culminó con la constitución de una Junta Superior de Cataluña el 18 de junio con sede en Lérida y presidida por el obispo de la ciudad Jerónimo María Torres, y con delegados de diez corregimientos. Unos días antes habían tenido lugar las dos batallas del Bruc (6 y 14 de junio) en las que las tropas imperiales habían sido derrotadas por los «patriotas», nombre con el que empiezan a conocerse a los que se oponen a la ocupación y a la monarquía de José I Bonaparte. Los partidarios de esta, muy escasos en Cataluña, serían conocidos como «afrancesados» ―los más destacados fueron Tomàs Puig y José Garriga Buach―. Como ha señalado Fontana, «los incidentes de los primeros momentos se habían transformado ya en una guerra a gran escala».
La situación dio un vuelco cuando se conoció la derrota francesa en la batalla de Bailén (19 de julio de 1808) que obligó a José I Bonaparte a abandonar precipitadamente Madrid y que en el ámbito catalán tuvo su correspondencia en el fracaso del sitio de Gerona por las tropas de Duhesme, lo que supuso que ni siquiera las comunicaciones con Francia estuvieran aseguradas. En noviembre las tropas del nuevo capitán general de Cataluña Juan Miguel de Vives sitiaron Barcelona, mientras la ciudad era bombardeada desde el mar por la flota británica, pero al mes siguiente el sitio era levantado por un ejército francés al mando del general Laurent de Gouvion-Saint-Cyr, que formaba parte de la ‘’Grande Armée’’ a cuyo frente se había puesto el propio Napoleón para restablecer en el trono a su hermano José I Bonparte ―lo que consiguió tras su entrada en Madrid el 4 de diciembre de 1808―. Vives fue derrotado en las batallas de Cardedeu y de Molins de Rey.
Al año siguiente los franceses fracasaron en su intento de tomar Tarragona, defendida por las fuerzas al mando de Teodoro Reding, pero tras un largo asedio consiguieron la redición de Gerona en diciembre, con lo que pudieron restablecer las comunicaciones con Francia. Mientras tanto en el lado «patriota» la guerrilla comenzaba a tener cada vez más peso, dándose la paradoja de que mientras esta incrementaba sus filas había una tenaz resistencia a alistarse en el ejército regular.
También se formaron partidas favorables a los ocupantes, denominadas de «caragirats» (‘traidores’), que contaron con el apoyo y la protección de las tropas francesas y que en ocasiones actuaron junto a éstas en la persecución y represión de los «patriotas». Las partidas más conocidas de caragirats fueron las encabezadas por Ramon Ciré, el Rajoler ―«una banda de treinta y tres criminales que operaba en torno de Riudoms», según Josep Fontana―; por Joan Serra ―«que aterrorizó las tierras tarraconenses»―; y por Josep Pujol i Barraca, Boquica ―«reorganizó su grupo, ahora con el nombre de "Caçadors distinguits de Catalunya" (‘Cazadores distinguidos de Cataluña’) y con la finalidad de perseguir guerrilleros y de obligar a los pueblos a pagar las contribuciones. […] Estos hombres ganaron una triste fama por la práctica frecuente de robos, violaciones y asesinatos»―.  Después de la marcha de los franceses tanto Serra como Boquica acabaron siendo ahorcados, el primero en Valls en diciembre de 1815 y el segundo en Figueras unos meses antes.
Según Josep Fontana, durante este primer periodo de la Cataluña napoleónica (1808-1809) no se puede hablar «más que de un régimen de ocupación militar, en que la preocupación dominante es la de obtener, recurriendo si hacía falta a la violencia, los recursos necesarios para el mantenimiento del ejército francés y para la continuidad de la guerra». De hecho las autoridades militares francesas tardaron en proclamar la soberanía de José I Bonaparte y este no enviaría un Comisario Regio para Cataluña, el médico afrancesado José Garriga Buach, hasta marzo de 1809. Entró en territorio catalán vía Perpiñán, ya que entonces no había comunicación directa con Madrid, y se estableció en Figueras, pero no pudo extender su precaria autoridad más allá del Ampurdán ya que no obtuvo la colaboración de las autoridades militares francesas, que se contentaban con organizar mero actos protocolarios de juramento al rey José I. En la primavera de 1809 se descubrió una conspiración de un grupo de «patriotas» de Barcelona que pretendían apoderarse de los fuertes de la ciudad y poner fin así a la ocupación francesa. Cinco de sus cabecillas fueron ejecutados en la Ciudadela y unas semanas más tarde lo serían también tres jóvenes menestrales por haber tocado las campanas de la catedral llamando al somatén el día en que aquellos fueron ajusticiados.

## Instauración del gobierno militar y ocupación total de Cataluña (1810-1812)
Sin consultar con su hermano, el rey de España José I Bonaparte, el emperador de los franceses Napoleón promulgó un decreto el 8 de febrero de 1810 por el que ponía bajo su jurisdicción directa las «provincias» españolas a la izquierda del río Ebro lindantes con Francia ―Cataluña, Aragón, Navarra y Vizcaya (que incluía también Guipúzcoa y Álava)― y que por ello a partir de entonces estarían regidas por comandantes militares franceses y sus impuestos y contribuciones irían directamente «a la Caja del Ejército ocupante». En una carta anterior Napoleón ya había manifestado a su mayor general para el ejército de España, Berthier, su malestar por los enormes gastos que le estaba causando la guerra. Pocos días antes de firmar el decreto Napoleón había incorporado al reino de Holanda al Imperio.

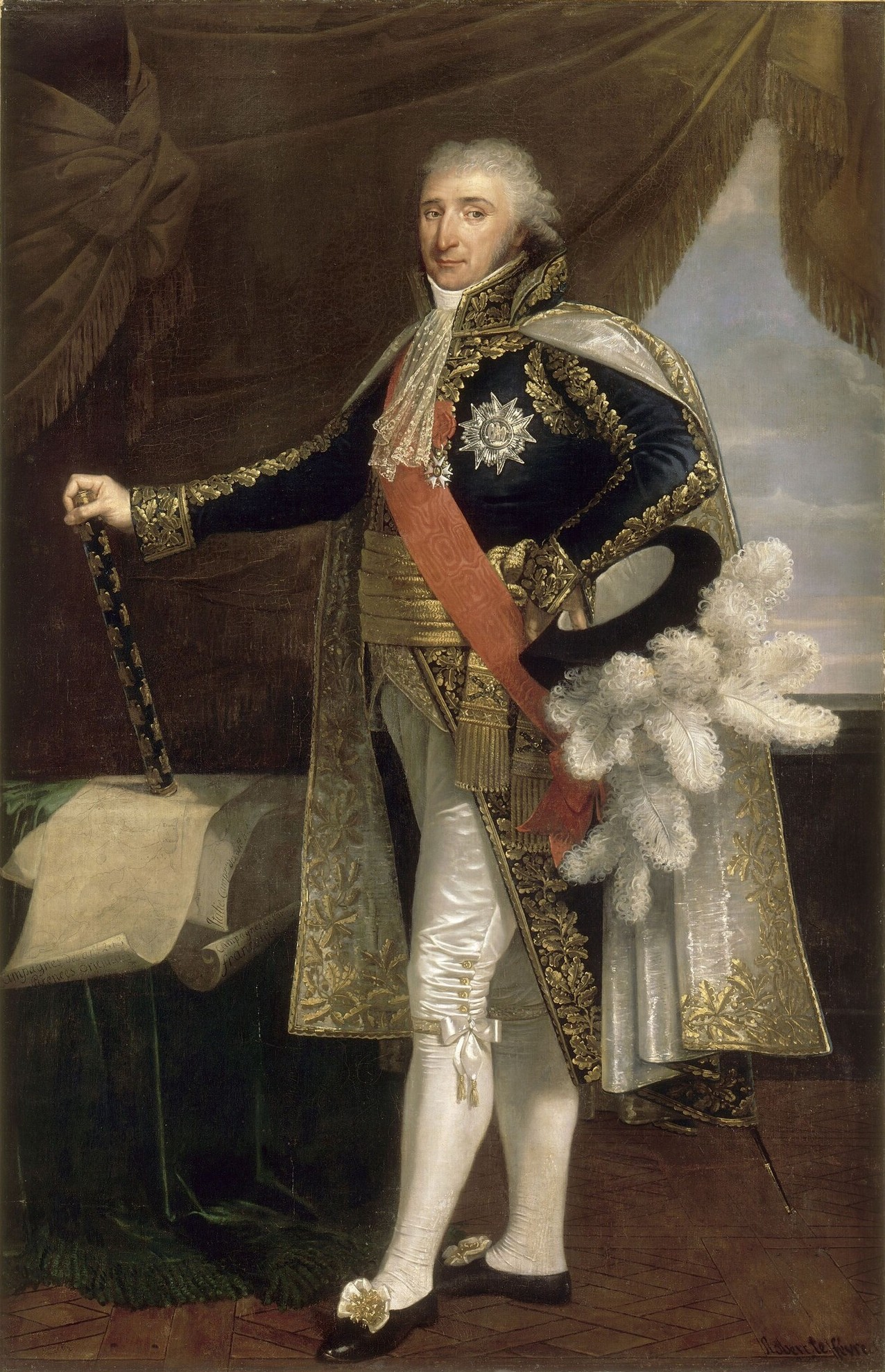
Retrato del mariscal Augereau por Robert Lefevre (1805). Augereau fue nombrado por Napoleón gobernador de Cataluña. Durante su breve mandato el catalán fue la lengua oficial junto con el francés, en detrimento del castellano.

Actuando por completo a espaldas de su hermano, Napoleón nombró al mariscal Augereau gobernador de Cataluña, al mariscal Suchet de Aragón, al general Dufour de Navarra y al general Thouvenot de Vizcaya, dejándoles claro que solo rendirían cuentas ante él ―sus comunicaciones serían estrictamente confidenciales― y que todos los ingresos obtenidos en estas «provincias» irían a parar directamente a las arcas del ejército ocupante. A Augureau le ordenó que en Cataluña, cuyas comunicaciones directas con Madrid estaban interrumpidas desde el principio de la guerra, estableciera «una administración provisional» y que allí hiciera «enarbolar en lugar del español, el estandarte francés y el catalán». «Ni el rey [José I] ni sus ministros no tienen nada que ver en Cataluña», le advirtió el emperador. También le dijo que debía «obrar con la idea que quiero reunir esta provincia a Francia».
Unas órdenes que el general Augureau, duque de Castiglione, cumplió inmediatamente. Comenzó por lanzar proclamas escritas en catalán y en francés anunciando la formación de un Gobierno del Principado y haciendo referencia a las viejas glorias de los catalanes a los que llama «los franceses de España». «Sí, vencedores de Atenas y de Neopatria… La patria catalana va a renacer de sus cenizas… Napoleón el Grande os va a dar un nuevo ser…», decía la que publicó el Diario de Barcelona el 19 de marzo, día de la onomástica del rey José. Las proclamas fueron redactadas o inspiradas por Tomàs Puig, firme partidario de la incorporación de Cataluña al Imperio napoleónico. Durante este periodo de gobierno de Augureau el catalán, junto con el francés, fue la lengua oficial ―las actas del Ayuntamiento de Barcelona se escribieron en catalán y el «Diario de Barcelona», que hacía las veces de periódico oficial, se catalanizó con el nombre de Diari de Barcelona―. Sin embargo, según Josep Fontana, «este intento de "catalanización" tuvo muy poco eco entre los catalanes ―era difícil que confiasen en aquellos que lo proponían, tanto por su conducta cotidiana, que no tenía nada de amistosa, como por su menosprecio por todo lo que no fuesen los intereses de un Imperio francés fuertemente centralizado― y que acabó unos pocos meses después, con la caída de Augereau».

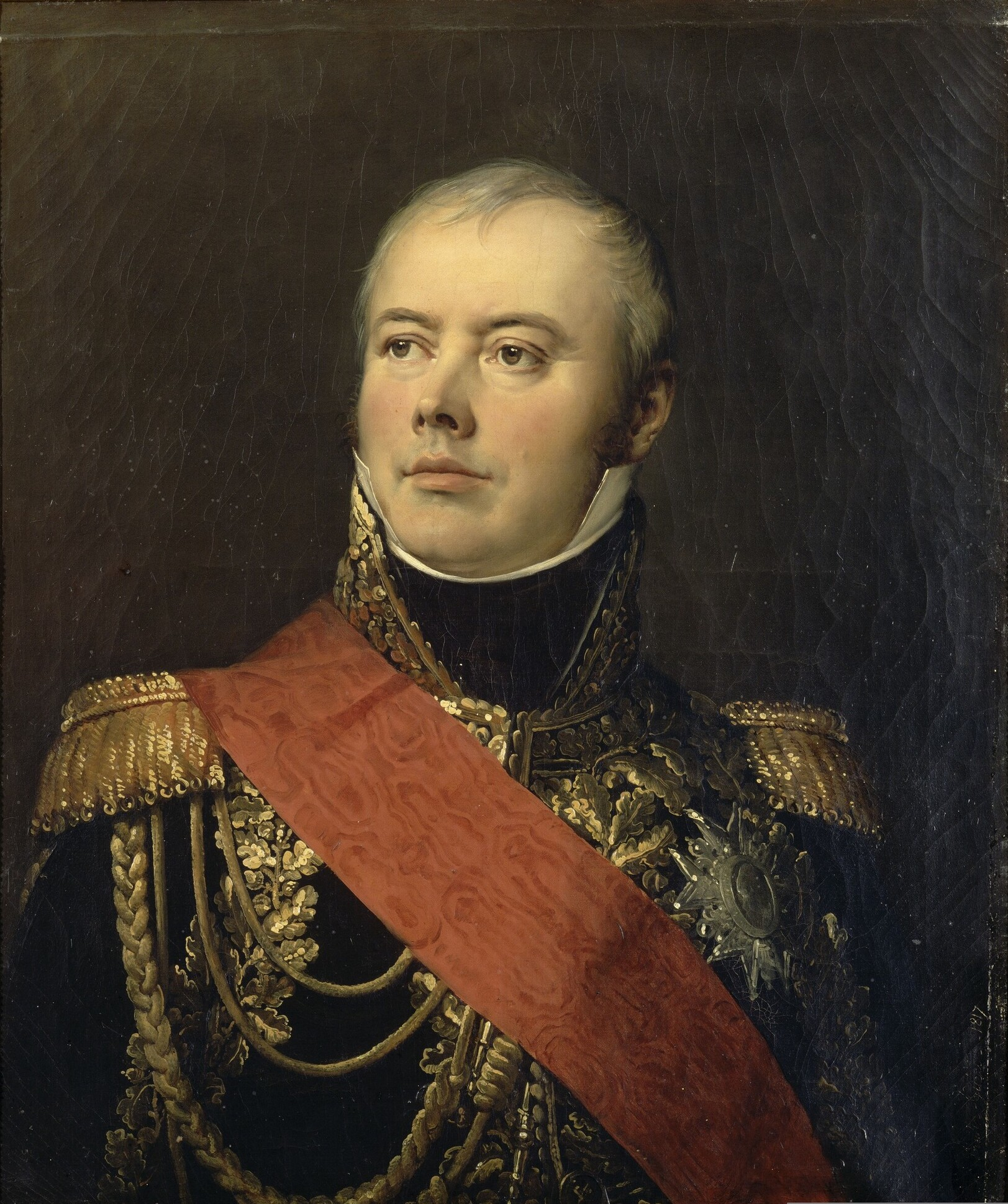
Retrato del mariscal Étienne Jacques Joseph Macdonald, por Antoine Jean Gros (1817). Sustituyó a Augereau al frente del Gobierno General de Cataluña y puso fin a su política de «catalanización».

En efecto, el 23 de mayo de 1810 Augereau fue sustituido por Étienne Jacques Joseph Macdonald, duque de Tarento, y en cuanto este se hizo cargo del gobierno de Cataluña el castellano recuperó su rango oficial, junto con el francés. Durante el tiempo que estuvo en el cargo ―de mayo de 1810 a octubre de 1811―, Macdonald se preocupó sobre todo «por la guerra y por los abastecimientos, y la política hacia la Cataluña ocupada, la orientó hacia un afrancesamiento progresivo, que facilitara la anexión. Son estos los momentos en que se organizan una administración de hacienda y de justicia más o menos regulares...».
El establecimiento de los gobiernos militares en las «provincias» a la izquierda del Ebro causó una honda conmoción entre los partidarios de José I y en el propio rey porque, como ha subrayado Manuel Moreno Alonso, «invalidaba por completo los argumentos que el rey empleaba para atraer a su bando a los naturales de la Península». Miguel José de Azanza, ministro del gobierno de José I, le dijo al embajador francés en Madrid, conde de La Forest, que si el decreto se cumplía «será imposible ya en España cualquier ordenación, bien sea económica o política, quedando el rey José completamente inútil para su pueblo, y anula por entero su autoridad». Castilla la Nueva será el único territorio sobre el que a partir de entonces José I ejercerá una autoridad efectiva.
A partir del establecimiento del gobierno militar en Cataluña, se produjo la ocupación completa del Principado, aunque las zonas rurales siempre escaparon al control francés. En abril de 1810 el mariscal Suchet iniciaba el sitio de Lérida que duraría un mes y acabaría con la toma de la ciudad, combatiendo calle por calle. El 1 de enero del año siguiente Suchet tomaba Tortosa y a continuación comenzaba el sitio de Tarragona, entonces capital de la Cataluña «patriota». Resistió heroicamente durante varios meses hasta caer a finales de junio. Poco después Suchet asaltaba y destruía el monasterio de Montserrat, completando así la dominación de Cataluña.

## Anexiónde factoal Imperio francés (1812-1813)

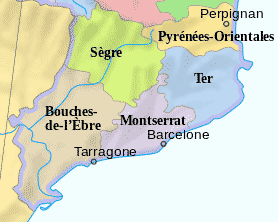
División administrativa de Cataluña en departamentos bajo el Imperio napoleónico.

A finales de 1811 se podía considerar acabada la ocupación francesa de Cataluña, «lo que explica que al principio de 1812 se procediera a una especie de integración de hecho del conjunto de las tierras catalanas en el Imperio napoleónico». En efecto, el 26 de enero de 1812 ―sólo doce días después de la conquista de Valencia por el mariscal Suchet― Napoleón promulgaba un decreto por el que Cataluña era incorporada al Imperio francés, aunque la palabra «anexión» era cuidadosamente evitada. «De esta forma Cataluña se convertía, como lo ha remarcado Mercader, en una provincia francesa de hecho, aunque no lo fuera de derecho».
El antiguo Principado era dividido en cuatro departamentos lo que dejaba muy clara cuál era la intención del decreto: Montserrat, capital Barcelona; Ter, capital Gerona; Bocas del Ebro, capital Lérida; y Segre, capital Puigcerdá. Además el valle de Arán era desgajado de Cataluña e incorporado al departamento del Alto Garona, la Franja de Aragón al departamento de Bocas del Ebro y Andorra al del Segre. Al frente de cada uno de los cuatro departamentos fueron nombrados altos funcionarios franceses del Imperio. El intendente barón de Gérando se encargó de organizar los departamentos del Ter y del Segre, es decir, la Alta Cataluña, y el también intendente conde de Chauvelin, los de Montserrat y Bocas del Ebro, es decir, la Baja Cataluña. Sin embargo, solo el departamento del Ter se llegó a organizar de forma efectiva.
Según Juan Mercader Riba, «más que una ampliación de su prestigio, lo que se proponía Napoleón en Cataluña era obtener una plataforma defensiva para el Imperio, para las fronteras mismas de Francia». Así justificó el embajador La Forest, siguiendo las directrices de Napoleón, la anexión en la práctica de Cataluña al Imperio: «Cataluña estaba gobernada desde hace tiempo por la autoridad militar francesa. S. M. el Emperador ha creído útil para los intereses del país cambiar la forma de su administración; [ahora] es más sencilla y se concilia mejor con el ejercicio regular de las autoridades».
El golpe para José I, y para el gobierno afrancesado, fue muy duro ya que la anexión de Cataluña suponía una violación flagrante de uno de los principios que se había comprometido a mantener: el de la integridad territorial de España.

## Retirada (1813-1814)
En marzo de 1813, José I Bonaparte abandonaba Madrid ante el avance del ejército anglo-portugués y español comandado por Lord Wellington y en junio tenía lugar la decisiva victoria aliada de la batalla de Vitoria que obligó al «rey intruso» a abandonar definitivamente España. En Cataluña, ante las crecientes dificultades que atravesaba el Imperio francés (además de Wellington, los ejércitos de sexta coalición amenazaban sus fronteras tras el desastre de la campaña de Rusia), se dejó un único intendente, el conde de Chauvelin, se suprimieron buen número de otros altos funcionarios y el territorio de las Bocas del Ebro se sustrajo al mando civil del Gobernador General de Cataluña y pasó a estar gobernado directamente por el mariscal Suchet, que ya ejercía allí la autoridad militar.

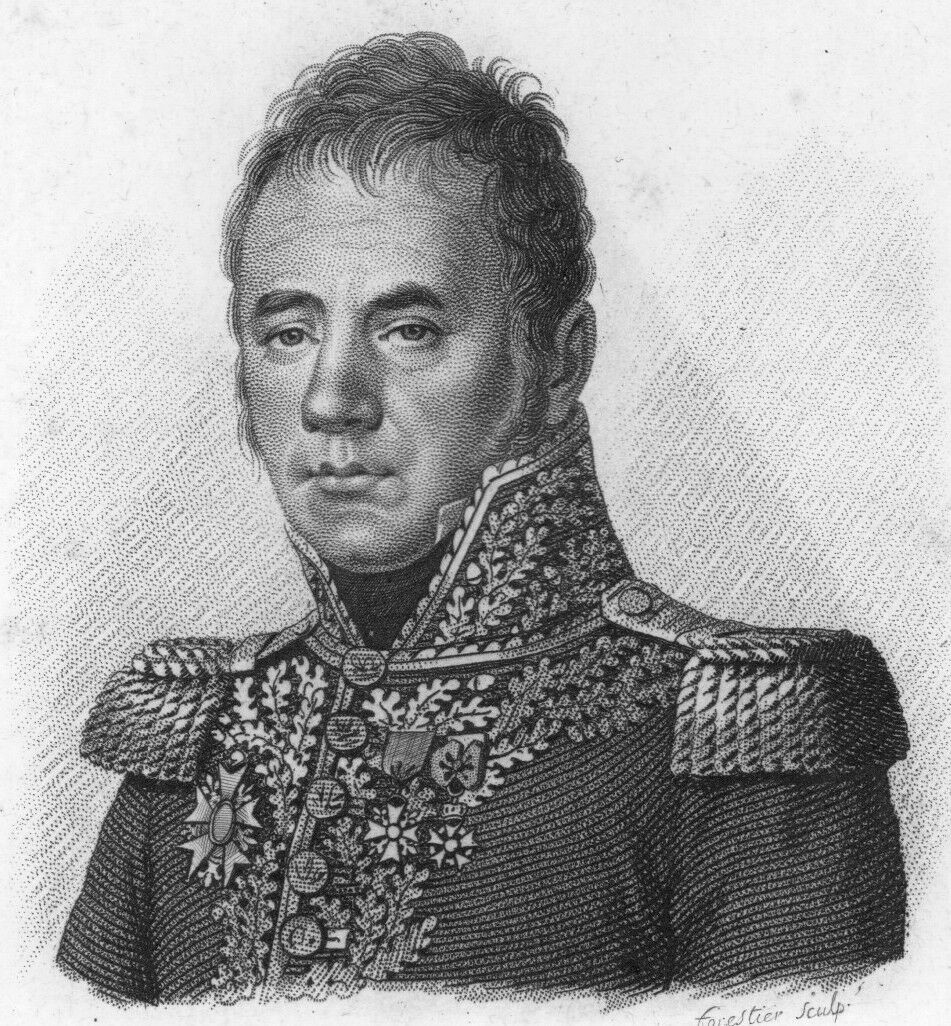
El general francés Pierre-Joseph Habert, que estuvo al mando de la guarnición francesa de Barcelona tras el repliegue hacia Francia del ejército del mariscal Suchet.

En agosto de 1813 un ejército anglo-español tomaba Tarragona e iniciaba el sitio de Barcelona, defendida por el ejército de Suchet que se había replegado desde Valencia, y al que habían acompañado numerosos «afrancesados», «miserables y derrotados», con el propósito de cruzar la frontera. Suchet, que se había hecho cargo del mando de todas las fuerzas militares francesas en Cataluña, se instaló después en Gerona desde donde dirigió la ordenada retirada de su ejército a Francia, mientras que el general Pierre-Joseph Habert quedó al mando de la guarnición de Barcelona. En ese momento «la Cataluña napoleónica volvería de hecho a vivir bajo un régimen militar, como lo había hecho en los primeros momentos de la ocupación».
El general Habert mantendría el dominio de Barcelona hasta después de la caída de Napoleón en abril de 1814 por lo que esta ciudad será la última plaza que abandonarían los franceses. Sería liberada el 28 de mayo de 1814, cuando ya hacía dos semanas que el rey Fernando VII había entrado en Madrid tras haberle «devuelto» Napoleón sus derechos a la Corona española por el Tratado de Valencay del 11 de diciembre de 1813.